# 中島通善
中島 通善（なかじま つうぜん、1944年3月 - ）は日本の版画家。木版画を元にした『版木画』を確立。

## 受賞歴
- 2011年12月：カルーゼル・デュ・ルーブル（フランス語: Carrousel du Louvre）にて開催された国民美術協会の展覧会で銀賞を受賞[1]
- 2012年11月：サン＝モール＝デ＝フォッセの首長賞を受賞[1]
- 2014年10月：グレ＝シュル＝ロワンの首長賞を受賞[1]